# Charleston Lowgators 2003-2004
La stagione 2003-04 dei Charleston Lowgators fu la 3ª nella NBA D-League per la franchigia.
I Charleston Lowgators arrivarono secondi nella NBA D-League con un record di 27-19. Nei play-off persero la semifinale con gli Huntsville Flight (1-0).

## Roster
| N° | Naz.                    | Ruolo | Sportivo          | Anno | Alt. | Peso |
| -- | ----------------------- | ----- | ----------------- | ---- | ---- | ---- |
|    | Stati Uniti (bandiera)  | G     | Will Gibbs        |      | 196  | 91   |
| 7  | Stati Uniti (bandiera)  | A     | Ime Udoka         | 1977 | 198  | 98   |
| 11 | Stati Uniti (bandiera)  | A     | Hiram Fuller      | 1981 | 206  | 109  |
| 12 | Guyana (bandiera)       | G     | Jason Miskiri     | 1975 | 188  | 79   |
| 21 | Stati Uniti (bandiera)  | C     | Karim Shabazz     | 1978 | 218  | 104  |
| 22 | Canada (bandiera)       | G     | Carl English      | 1981 | 196  | 93   |
| 23 | Sierra Leone (bandiera) | GA    | Alpha Bangura     | 1980 | 193  | 98   |
| 25 | Stati Uniti (bandiera)  | A     | Damone Brown      | 1979 | 206  | 91   |
| 30 | Stati Uniti (bandiera)  | G     | Tony Rutland      | 1975 | 188  | 84   |
| 32 | Stati Uniti (bandiera)  | A     | Rolan Roberts     | 1978 | 198  | 113  |
| 42 | Stati Uniti (bandiera)  | GA    | Chuck Eidson      | 1980 | 201  | 93   |
| 42 | Stati Uniti (bandiera)  | A     | Rico Hill         | 1977 | 201  | 104  |
| 45 | Stati Uniti (bandiera)  | C     | Kipp Christianson | 1974 | 213  | 120  |
| 50 | Stati Uniti (bandiera)  | A     | Jarrod Gee        | 1975 | 203  | 109  |
| 99 | Stati Uniti (bandiera)  | G     | Tierre Brown      | 1979 | 188  | 86   |

## Staff tecnico
- Allenatore: Doug Marty
- Vice-allenatore: Kelvin Upshaw
- Preparatore atletico: Rob Roth